# Government Communications Headquarters
Das Government Communications Headquarters (GCHQ, deutsch Regierungskommunikationszentrale) ist eine britische Regierungsbehörde (Nachrichtendienst und Sicherheitsdienst), die sich mit Kryptographie, Verfahren zur Datenübertragung und der Fernmeldeaufklärung befasst.
Während der Schwerpunkt des GCHQ auf der Sammlung und Verarbeitung elektronischer Informationen liegt (SIGINT), stehen bei den anderen britischen Nachrichtendiensten MI5 und MI6 auch menschliche Quellen (HUMINT) im Fokus. Eine sehr enge Kooperation von Polizei, GCHQ, MI5, MI6 sowie den Streitkräften ist anzunehmen. Allerdings hat lediglich die Polizei (eingeschränkt auch die British Army) eine Exekutivfunktion im Inneren. Zudem ist die Polizei an die Entscheidungen der Justiz gebunden, was zum Beispiel Haftbefehle und Inhaftierungen betrifft.

## Geschichte
Vorläuferin der GCHQ war die Government Code and Cypher School (GC&CS). Letztere war von enormer Bedeutung für die alliierten Kriegsanstrengungen im Zweiten Weltkrieg, da praktisch alle wichtigen deutschen Verschlüsselungsverfahren (wie Enigma, SZ 42 und T52) von ihr gebrochen wurden und folglich der geheime deutsche Nachrichtenverkehr mitgelesen werden konnte. Der für die Informatik bedeutende Theoretiker Alan Turing arbeitete während dieser Zeit für die GC&CS und war federführend beim Bruch der Enigma. 1952 musste er die Einrichtung verlassen, nachdem ihm wegen seiner – damals noch strafbaren – Homosexualität die Sicherheitseinstufung entzogen worden war.
Aus der Tradition jährlicher GCHQ-Weihnachtsgrußkarten, die seit 2015 zudem mit kleinen Rätsel versehen waren, heraus entstand im Jahr 2021 die an ein breites junges Publikum gerichtete GCHQ Christmas Challenge. Seitdem veröffentlicht die GCHQ jährlich in der Weihnachtszeit Denksportaufgaben für 11- bis 18-Jährige. Laut eigenen Angaben lud im Jahr 2024 ein Drittel aller weiterführenden britischen Schulen diese online veröffentlichten Rätselaufgaben herunter.

## Auftrag
GCHQ (im Speziellen die Unterorganisation Communications Electronics Security Group, CESG) hat die Aufgabe der Sicherung der elektronischen Kommunikation und Computersysteme des Vereinigten Königreichs. Dies wird durch die Entwicklung eigener Chiffren (auch Kryptoalgorithmen genannt) sichergestellt. CESG erfand in den 1970er Jahren die Public-Key-Kryptographie, hielt dies aber bis ins Jahr 1997 geheim. Später wurde dieses Verfahren unter dem Namen RSA von Ronald L. Rivest, Adi Shamir und Leonard Adleman nochmals entdeckt.
GCHQ betreibt in engster Zusammenarbeit mit der amerikanischen National Security Agency und anderen angelsächsischen Organisationen (sogenannte UK/USA/CA/AU/NZ-Allianz) ein weltumspannendes System zur technischen Nachrichtengewinnung. Eine Komponente sind z. B. die Satelliten-Horchstationen „RAF Menwith Hill“ (bei Harrogate), Ascension Island (Südatlantik) oder Diego Garcia (Indischer Ozean). Zudem wird angenommen, dass GCHQ auch Horchstationen der anderen Länder der Allianz nutzen darf.
GCHQ versucht, verschlüsselte Kommunikation von „Gegnern“ durch mathematische Methoden (Kryptoanalyse) zu dechiffrieren.
Der Erfolg dieser Anstrengungen unterliegt höchster Geheimhaltung („Top Secret Codeword“). Entschlüsselte Nachrichten werden nur an einen eng begrenzten, genau definierten Personenkreis verteilt.
Die Länder der Allianz arbeiten im Bereich Nachrichtengewinnung und (Informations-)Sicherheit generell engstens zusammen und tauschen Nachrichten und Methoden aus.

## Organisation

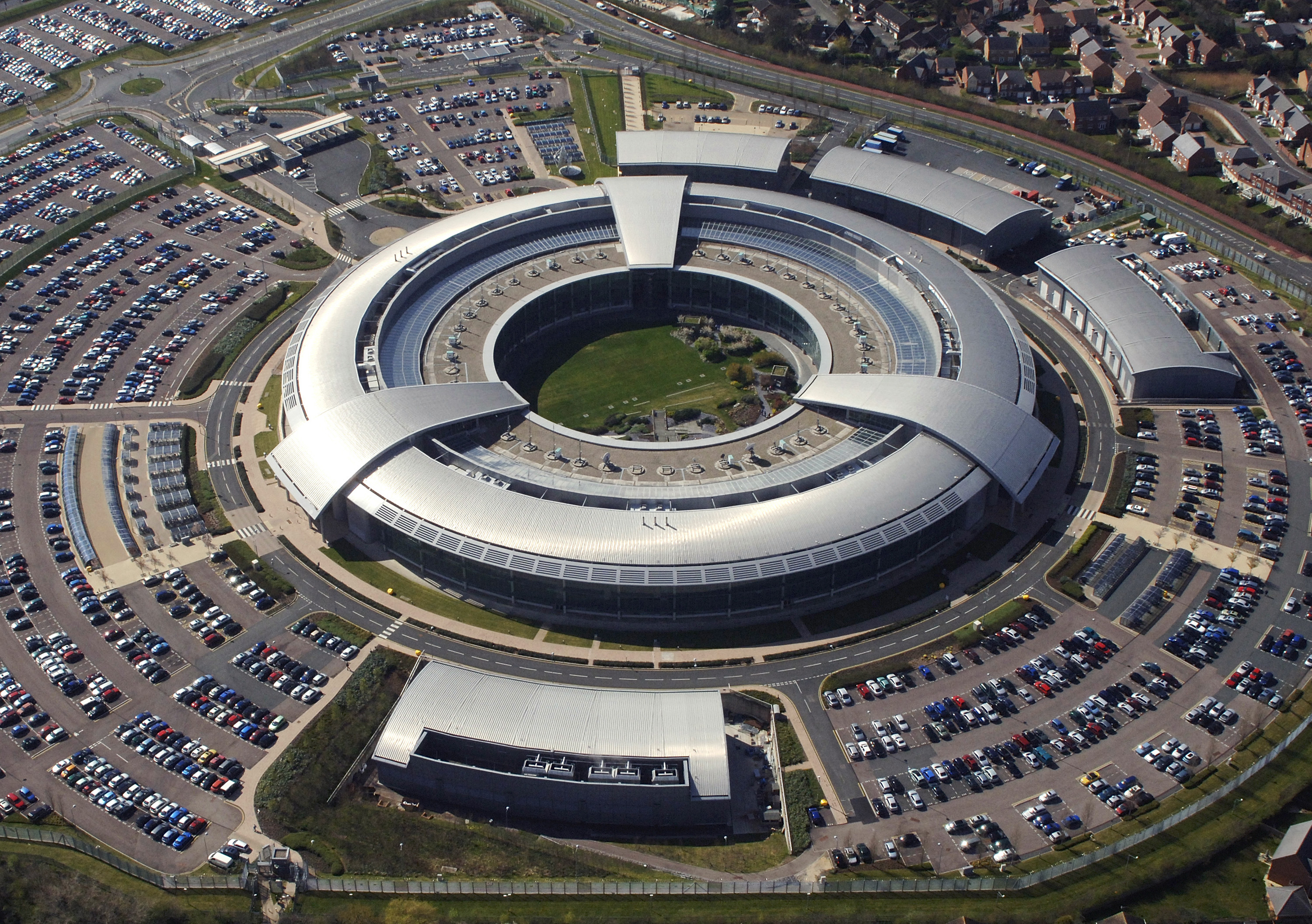
Hauptsitz des GCHQ in Cheltenham

Der Hauptsitz des GCHQ befindet sich in Cheltenham. Im Jahr 2003 wurde ein neues Gebäude („Doughnut“) für das GCHQ fertiggestellt. Die Baukosten für das markante Bauwerk beliefen sich auf ca. 450 Millionen Euro.
Laut dem renommierten Wochenmagazin Economist gab Großbritannien im Jahr 2005 1,3 Mrd. Pfund (ca. 2 Mrd. Euro) für die drei Nachrichtendienste GCHQ, MI5 und MI6 aus.
Großbritannien gibt für die geheime Nachrichtengewinnung deutlich mehr aus als für den nichtgeheimen diplomatischen Dienst.
Im Jahr 1984 hatte das GCHQ laut dem Magazin New Scientist sechs Abhörstationen in Großbritannien:
- Bude in Cornwall
- Culm Head in Somerset
- Irton Moor nahe Scarborough in North Yorkshire
- Cheadle in Staffordshire
- Hawklaw in Fife
- Brora in Sutherland

Zusätzlich gab es drei Stationen in Übersee:
- Washington DC
- Hong Kong
- Insel Ascension im Atlantik

## Das Office of Cyber Security und das Cyber Security Operations Centre
Wie Premierminister Gordon Brown am 25. Juni 2009 bekanntgab, wird unter der Ägide der Government Communications Headquarters das Office of Cyber Security (OCS) eingerichtet.
Grundlage ist die Neufassung der National Security Strategy des Vereinigten Königreichs, in der im Jahr 2009 erstmals auch eine Cyber Security Strategy formuliert wurde. Dem OCS, für das ein mehrere Regierungsstellen umfassendes Arbeitsprogramm nach amerikanischem Vorbild entworfen wurde, ist das Cyber Security Operations Centre (CSOC) mit Sitz in Cheltenham angegliedert. Das CSOC soll den Schutz vitaler Netzinfrastrukturen und Computersysteme gewährleisten.
Das OCS soll ausdrücklich auch die Fähigkeit und die Kompetenz zu Cyberattacken besitzen. In diesem Zusammenhang wird seitens der Regierung in London betont, dass man diese Fähigkeiten nicht zu Aktivitäten wie Industriespionage nutzen werde. Den Meldungen zufolge beläuft sich die Personalstärke des OCS zunächst auf 16 bis 20 Mitarbeiter, die des CSOC auf 20 bis 25.
Die Tory-Schattenministerin für Sicherheit, Pauline Neville-Jones, kritisierte 2009 das Vorhaben der damaligen Labour-Regierung im BBC-Fernsehen als „überfällig“ und „unangemessen“.

## Öffentliche Kontroversen

### Abhöraktion von Politikern auf den G20-Gipfeln
Nach Dokumenten, die von Edward Snowden an den Guardian weitergegeben wurden, hat das GCHQ beim G20-Treffen 2009 in London systematisch Politiker anderer Nationen ausspioniert und abgehört und plant dies auch für zukünftige G20- und G7/8-Treffen. So wurden unter anderem Mobilfunkverbindungen, E-Mails und Computer ausspioniert, mittels Keyloggern Daten teilweise auch nach dem G20-Gipfel noch weiter gewonnen und an britische Politiker weitergegeben.

### Anzapfen von Überseekabeln
Aus Dokumenten von Edward Snowden geht hervor, dass das GCHQ unter anderem das Glasfaserkabel TAT-14 ausgespäht hat, über das ein großer Teil der deutschen Übersee-Kommunikation geht. Das Glasfaserkabel TAT-14 geht von der ostfriesischen Stadt Norden über die britische Stadt Bude in Cornwall bis in die USA. Das GCHQ, welches dort Anlagen des Echelon Netzwerkes betreibt, wurde hierbei von Vodafone und BT unterstützt. Insgesamt soll sich das GCHQ Zugang zu mehr als 200 Glasfaserkabeln weltweit verschafft haben, die insgesamt von mehr als 500 Analysten der NSA und des GCHQ zusammen überwacht werden.
Das GCHQ unterhält im Nahen Osten eine geheime Internet-Monitoring-Station, welche mehrere dortige Unterwasser-Glasfaserkabel abhört und die Daten an das Hauptquartier des GCHQ weiterleitet. Dort erhält dann auch die NSA Zugriff auf die Daten.
Die Überwachung des weltweiten Telekommunikations- und Internet-Datenverkehrs läuft unter dem Codenamen Tempora.

### Überwachung von Webcams
Dokumente von Edward Snowden belegen, dass der GCHQ über Jahre hinweg wahllos Millionen von Webcams überwacht. Erfasst wurden laut Guardian Standbilder aus Videochats über die Plattform von Yahoo. Es wurden ohne einen Verdacht Millionen von Nutzern überwacht. Es gab auch keine Möglichkeit, Briten und Amerikaner auszuschließen. Es wurden auch Bilder sexueller Natur erfasst. Aus einem Dokument wird zitiert: „Unglücklicherweise (…) scheint es, dass eine erstaunliche Anzahl von Menschen Webcam-Gespräche nutzt, um ihrem Gegenüber intime Körperteile zu zeigen. Die Tatsache, dass die Yahoo-Software es gestattet, dass mehr als eine Person einen Webcam-Stream verfolgt, ohne dass notwendigerweise ein Signal in die entgegengesetzte Richtung gesandt wird, führt dazu, dass sie offenbar manchmal benutzt wird, um Pornografie zu versenden.“

### Einschüchterungsversuche beim britischen Guardian
In den Fokus der Öffentlichkeit geriet der GCHQ im August 2013, als bekannt wurde, dass mehrere GCHQ-Mitarbeiter in direktem Auftrag des britischen Premierministers, David Cameron, über Wochen telefonischen und persönlichen Kontakt zu Alan Rusbridger, dem Chef-Redakteur der britischen Zeitung The Guardian, aufnahmen. Rusbridger gab an, dass die GCHQ-Mitarbeiter ihn mit den Worten “You’ve had your fun. Now we want the stuff back.” (dt.: „Ihr hattet Euren Spaß. Jetzt wollen wir das Zeug zurück.“) dazu bringen wollten, die Daten, die der Guardian im Rahmen der Überwachungs- und Spionageaffäre 2013 vom US-amerikanischen Whistleblower Edward Snowden erhalten hatte, zu vernichten oder an den GCHQ zu übergeben. 
Die Versuche des GCHQ gipfelten schließlich im August 2013 darin, dass zwei GCHQ-Mitarbeiter die Redaktionsräume des Guardian aufsuchten und Rusbridger sowie zwei weitere Guardian-Mitarbeiter unter Androhung strafrechtlicher Maßnahmen dazu zwangen, die Festplatte mit den von Snowden übermittelten Daten unter ihrer Aufsicht in den Kellerräumen des Gebäudes mit Bohr- und Schleifmaschinen zu zerstören. Rusbridger gab an, er habe diesen Aufforderungen schließlich Folge geleistet, da der Guardian über weitere Kopien der Daten in den USA und Brasilien verfügt und er zudem verhindern wollte, dass die Festplatte mitsamt den Daten in die Hände des GCHQ fällt und dieser somit erfahren würde, um welche konkreten Daten es sich dabei handelt.
Da auch dem GCHQ und David Cameron bekannt sein musste, dass der Guardian noch über weitere Kopien der Daten in anderen Teilen der Welt verfügt und die Vernichtung dieser einen Festplatte die Berichterstattung des Guardian nicht verhindern könnte, vermuten Rusbridger und andere Beteiligte und Beobachter, dass es sich bei der GCHQ-Aktion um eine gezielte Einschüchterungs- und Schikane-Maßnahme durch die britische Regierung und den GCHQ handelte.

### Online-Manipulation
Der Guardian berichtete im Juli 2014 von einer Reihe von Programmen, die es dem GCHQ erlauben, etwa den Ausgang von Online-Abstimmungen zu manipulieren, den Verkehr auf Websites künstlich zu erhöhen oder Postings auf sozialen Netzwerken wie Facebook, Twitter, LinkedIn und Google+ automatisiert zu veröffentlichen.
Die FAZ berichtete Anfang 2014, der GCHQ plane die Vernichtung oder Beschädigung von Personen und Unternehmen durch Fehlinformationen, Sexfallen und gezielte Rufschädigung. Zu den Methoden gehöre es Snowden-Dokumenten zufolge, Personen mit Sexangeboten in kompromittierende Situationen zu locken (Honigfalle), Falschinformationen unter ihrem Namen im Netz zu publizieren oder Mails an Freunde und Kollegen unter ihrer Identität zu verschicken. Eine weitere Taktik bestehe darin, sich auf Foren als Opfer einer Person auszugeben, deren Ruf man schädigen wolle.

### Verdeckter Zugang zu Netzwerken deutscher Firmen
Laut den Snowden-Dokumenten hat das GCHQ zusammen mit der NSA Zugang zu internen Netzwerken der Deutschen Telekom, NetCologne, STELLAR Professional Communication Systems GmbH, Cetel GmbH und der IABG. Das GCHQ hat detaillierte Listen und Übersichtsdiagramme der internen Netzwerkstruktur, welche unter anderem Serverpasswörter und Namen der zuständigen Administratoren enthält. Die Staatsanwaltschaft Köln hatte im Jahr 2014 Ermittlungen wegen Verdacht des „Ausspähens von Daten“ eingeleitet.

### Boykott-Drohung
Am 5. Februar 2015 wurde bekannt, dass der britische Geheimdienst Government Communications Headquarters damit droht, alle Kontakte zu seinen deutschen Partnern abzubrechen. Der Präsident des Bundesnachrichtendienstes, Gerhard Schindler, informierte laut der Wochenzeitschrift Focus die Obleute der Parteien im NSA-Untersuchungsausschuss am Abend des 4. Februars über die ungewöhnlich angespannten Beziehungen zu den britischen Partnerbehörden. Grund dafür ist die Angst, dass im NSA-Untersuchungsausschuss des Bundestags sensible Informationen über deutsch-britische Agenten-Kooperationen bekannt werden. Von einem Boykott der Briten wäre insbesondere der Austausch von relevanten Informationen zur Terror- und Spionageabwehr betroffen. „Ohne die Infos der Briten aus der Funkaufklärung wären wir blind“, sagte ein ranghoher Verfassungsschützer gegenüber der Zeitung Focus.

### Diebstahl kryptografischer Schlüssel für SIM-Karten
Zusammen mit der NSA war das GCHQ an einem massenhaften Diebstahl privater Schlüssel für SIM-Karten beim niederländischen Hersteller Gemalto beteiligt, der auch an deutsche Mobilfunk-Unternehmen liefert. Wer über einen solchen privaten Schlüssel verfügt, kann damit die Mobilfunk-Kommunikation des Benutzers der jeweiligen SIM-Karte unbemerkt dechiffrieren und manipulieren.

### Illegale Massenüberwachung, speziell 1998 bis 2015
Siebzehn Jahre lang sammelte und analysierte das GCHQ illegal Verbindungs- und Standortdaten nicht nur der eigenen Bürger, obwohl derartige Vorratsdatenspeicherung in Großbritannien erst seit 2015 erlaubt ist. 2006 wurde ein noch erheblich weitergehendes Programm gestartet, mit dem auch biografische und finanzielle Details erforscht wurden und das im März 2015 eingestanden wurde. Im April 2016 wurde bekannt, dass britische Agenten die immensen Datenbanken auch immer wieder für private Recherchen einsetzten. Unklar ist, ob die Daten jemals gelöscht wurden.

## Verweise